# Poortgebouw

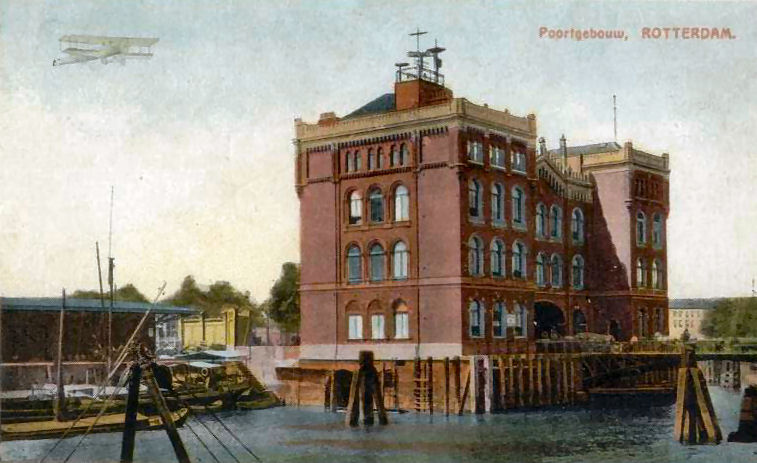
Das Poortgebouw im Binnenhafen von Rotterdam

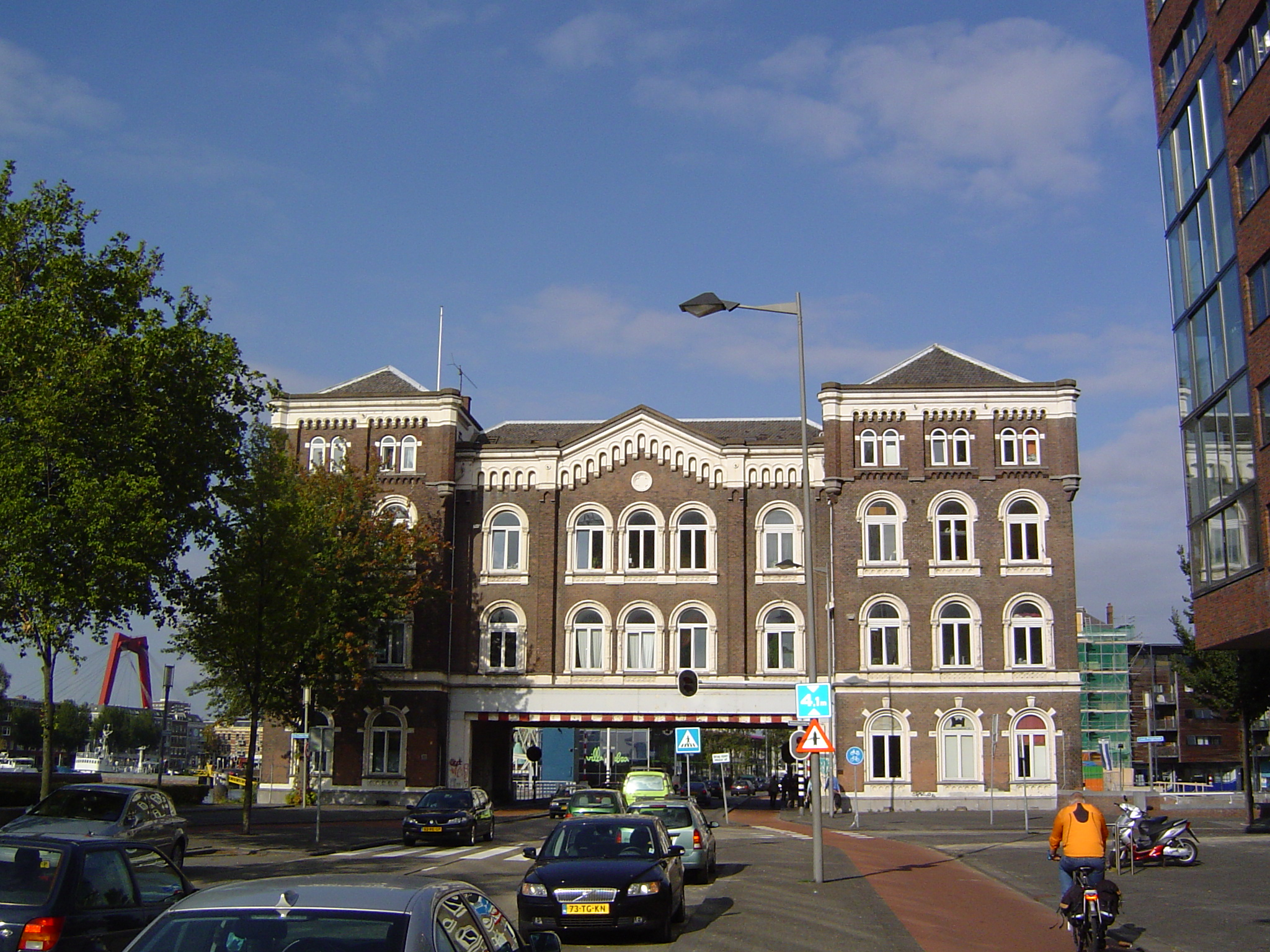
Das Poortgebouw

Das Poortgebouw (deutsch Torgebäude) ist ein im Süden der Stadt Rotterdam in den Niederlanden an der Maas gelegenes Gebäude. Es ist ein niederländisches Rijksmonument.

## Beschreibung
Das eklektizistische Gebäude mit romanischen Anklängen besteht aus zwei viergeschossigen Flügeln mit flachen Walmdächern, die durch einen zurückgesetzten zweigeschossigen Querbau verbunden werden. Unter dem beidseitig mit Mittelrisaliten versehenen Querbau, dem eigentlichen Torgebäude, verläuft die Hafenzufahrt. Das Gebäude ist in rotem Backstein ausgeführt, die Schmuckelemente wie Fensterbrüstungen, Risalite und Friese sind in weißem Putz abgesetzt.

## Geschichte
Das Haus wurde 1879 errichtet. Bauherr war Lodewijk Pincoffs, Architekt J.S.C. van de Wall. Der Bau war der Beginn der Hafenentwicklung am linken Maasufer.
Es diente zunächst als Zentrale der Rotterdamer Handelsvereinigung (Rotterdamsche Handelsvereiniging, RHV). Noch 1879 musste die Rotterdamer Handelsvereinigung Insolvenz anmelden, worauf Pincoffs nach Amerika flüchtete. Die Insolvenz war auch der Grund dafür, dass das zweite gleichartige Gebäude auf dem rechten Maasufer nicht errichtet wurde. Zwischen 1880 und 1901 war das Poortgebouw die Zentrale der Holland-America Line. Bis 1978 war es dann als Zentrale der Hafengesellschaft Rotterdam. 1980 wurde überlegt, ein Eroscenter in dem Gebäude einzurichten. Diese Pläne zerschlugen sich dann aber.
Zwischen 1980 und 1982 wurde es von Hausbesetzern genutzt, anschließend wurde ein Mietvertrag mit ihnen ausgehandelt. 2005 kaufte ein Bauunternehmer das Gebäude mit dem Ziel, es zu einem Bürogebäude umzunutzen. Am 30. März 2010 urteilte der Gerichtshof in Den Haag, dass der Bauunternehmer die Mieter nicht zur Räumung zwingen darf.